# Xacariva
Xacariva（サカリバ）は、株式会社プラスワンカンパニーが運営するアバターを用いたSNSである。

## 概要
2010年4月15日にβ版としてサービスを開始したが、同年12月28日をもってサービスを一旦完了した。再開の目処は、2011年4月現在では不明。
「日本初の“夜遊び系”アバターSNS」がキャッチコピー。自分自身のアバターを作成し、キャバクラやホストクラブをイメージした仮想空間でユーザー同士のチャットを行なうことができる。ユーザー登録・利用は20歳以上に制限されている。
サイト内には、ポータルとなる「繁華街」をはじめ、前述の「キャバクラ」「ホストクラブ」、洋服を購入するための「アパレルショップ」、髪型・メイクを購入するための「ヘアサロン」、アバターの肌の色を変えるための「日焼けサロン」などが用意されている。
アバターアイテムは女性向けの「盛り髪」や「ロングドレス」、男性には「3ピースシングルスーツ」「ビットローファー」など、いわゆる「ギャル系」「お兄系」と呼ばれるアイテムに特化している。
キャバクラとホストクラブ内では、異性のユーザーに対して指名を行なうことで第三者からチャット内容が見えなくすることができる。指名中には「ドリンクを飲む」アクションを行なうことができる。指名やドリンクの注文を受けたユーザーは「男前ポイント」「いい女ポイント」と呼ばれるポイントを得ることができる。
ユーザー登録・利用は無料だが、アイテムの購入や「指名」「ドリンク」などのアクションには、仮想通貨「リバゴールド」が必要である。リバゴールドは、クレジットカードまたはEdyでチャージすることができる。

## システム構成
クライアントサイドのアプリケーションはFlashで作られており、Adobe Flash Player 10のインストールが必要。
システムは、プログラミング言語Pythonを使用し、Djangoフレームワークと、多人数向けのリアルタイムチャット通信サーバとしてtornadoを使用して実装されている。また、これらの複数のサーバはクラウドシステムのAmazon EC2上で協調動作させている。